# Mayfield (wieś w stanie Nowy Jork)
Mayfield – wieś w Stanach Zjednoczonych, w stanie Nowy Jork, w hrabstwie Fulton.